# Monòxid de carboni
|  | «CO» redirigeix aquí. Vegeu-ne altres significats a «CO (desambiguació)». |

El monòxid de carboni (CO), també anomenat òxid carbonós, és un gas incolor, inodor i insípid que és una mica més lleuger que l'aire. En grans quantitats, és altament tòxic per als humans i els animals, tot i que també és produït en el metabolisme normal dels animals en baixes quantitats, i es creu que té algunes funcions biològiques normals.

## Característiques
Està format per un àtom de carboni i un àtom d'oxigen, connectats mitjançant un triple enllaç que consisteix en dos enllaços covalents i d'un enllaç covalent datiu. És l'oxocarbonat més simple, i és un anhidre de l'àcid fòrmic. En complexes de coordinació, el lligand del monòxid de carboni s'anomena carbonil.
El monòxid de carboni és produït a partir de l'oxidació parcial dels compostos que contenen carboni. Es produeix quan no hi ha prou oxigen per a produir diòxid de carboni (CO₂), com quan funciona una estufa o en un motor de combustió interna en un espai tancat. En presència d'oxigen, el monòxid de carboni crema amb una flama blava, donant lloc a diòxid de carboni. El gas d'hulla, que va ser molt utilitzat abans de la dècada dels anys 1960s per fer llum domèstica, cuinar i escalfar, tot i la seva toxicitat, tenia com a constituent important el CO. Alguns processos en la indústria moderna, com per exemple la fusió o fundició del ferro, encara produeixen monòxid de carboni com a subproducte.
A tot el món, la font més gran de monòxid de carboni és d'origen natural, a causa de les reaccions fotoquímiques de la troposfera, que generen a prop de 5x1012 quilograms a l'any. Altres fonts naturals de CO són els volcans, els incendis forestals, i altres formes de combustió.
En la biologia, el CO es produeix de manera natural per l'acció de les hemo-oxigenases 1 i 2 al grup hemo a partir de la descomposició de l'hemoglobina. Aquest procés produeix una certa quantitat de carboxihemoglobina en persones normals, fins i tot si aquestes no respiren CO. Després de veure per primer cop el 1993, que el CO és un neurotransmissor normal, així com un dels tres gasos (els altres dos són l'òxid nítric i el sulfur d'hidrogen), que modula naturalment respostes inflamatòries en el cos, el CO ha rebut molta atenció clínica com a regulador biològic. Es coneix que els tres gasos actuen com a antiinflamatoris, vasodilatadors i estimuladors del creixement neovascular, en molts teixits. S'estan fent assajos clínics del CO com a medicament en petites quantitats.

## Història
De manera subsidiària i inconscient, el monòxid de carboni ha estat utilitzat pels humans per a la fusió del ferro i altres minerals metàl·lics des dels temps de la prehistòria. A l'antiguitat clàssica, grecs i romans utilitzaven el gas per a les execucions.
El primer a descriure el gas va ser l'alquimista de la Corona d'Aragó Arnau de Vilanova al segle xiii. El 1776, el químic francès De Lassone va produir CO escalfant òxid de zinc amb coc, però va arribar a la conclusió errònia que el producte gasós era hidrogen, ja que cremava amb una flama blava. El gas va ser identificat com un compost que contenia carboni i oxigen pel químic escocès William Cumberland Cruikshank, l'any 1800. Les seves propietats tòxiques en els gossos van ser investigades a fons per en Claude Bernard el 1846.
Durant la segona guerra mundial, una mescla de gasos que incloïa el CO s'utilitzava per mantenir els vehicles de motor en marxa en les parts del món on la gasolina escassejava. El carbó vegetal extern o els cremadors de fusta eren equipats amb la mescla, i la barreja de nitrogen atmosfèric, monòxid de carboni i quantitats més petites d'altres gasos produïts per la gasificació era canalitzada a un carburador. La barreja de gasos produïda en el procés és coneguda com a gas de fusta. Es diu que el CO també va ser usat a petita escala durant l'Holocaust en alguns camps d'extermini Nazis, sobretot en els camions de gas a Chelmno i en el programa de l'eutanàsia Acció T4.

## Propietats moleculars
El monòxid de carboni té una massa molar de 28.0, cosa que el fa una mica més lleuger que l'aire, la massa molar mitjana del qual és de 28.8. Segons la llei del gas ideal, el CO és, per tant, menys dens que l'aire. Però en realitat cap gas és ideal, perquè les densitats exactes i altres valors comparatius depenen de la temperatura i la pressió.
La longitud d'enllaç entre l'àtom de carboni i l'àtom d'oxigen és de 112,8 pm. La càrrega atòmica formal i l'electronegativitat resulten en un petit moment dipolar amb la cua negativa de la molècula en l'àtom de carboni. Això es deu al fet que l'orbital molecular més ocupat té una energia més propera que la que tenen els orbitals p del carboni, tot i la gran electronegativitat de l'oxigen. Això significa que la densitat més alta de l'electró es troba a prop de l'àtom de carboni. A més, l'electronegativitat més baixa del carboni crea un núvol d'electrons molt més difús, millorant la polaritzabilitat. Aquesta és també la raó de per què gairebé tota la química en la qual es troba el CO transcorre a través de l'àtom de carboni, i no el d'oxigen. L'estat electrònic fonamental del monòxid de carboni és un estat unidimensional.

## Propietats biològiques i fisiològiques

### Toxicitat
L'enverinament per monòxid de carboni és un dels tipus més comuns d'enverinament per aire en molts països. El monòxid de carboni és incolor, inodor i insípid, però altament tòxic. Les concentracions tan baixes com 667 ppm podrien causar que fins al 50% de l'hemoglobina del cos es converteixi en carboxihemoglobina. Un nivell del 50% de carboxihemoglobina podria provocar agarrotament, coma, i la mort. Als Estats Units, la OSHA limita els nivells d'exposició en els llocs de treball a llarg termini a nivells per sobre dels 50 ppm.
Els símptomes més comuns de l'enverinament per CO poden semblar-se a altres tipus d'enverinament i infeccions, incloent-hi símptomes com mal de cap, nàusees, vòmits, mareig, fatiga i un sentiment de debilitat. Els infants poden estar irritables i alimentar-se malament. Alguns símptomes neurològics podrien ser la confusió, la desorientació, alteracions de la visió, síncope i agarrotament.
Algunes descripcions de l'enverinament per monòxid de carboni afirmen que també pot provocar hemorràgies de la retina, i un color anormal de la sang (de color cirera). En la majoria de diagnòstics clínics, aquests símptomes són vistos pocs cops.
El monòxid de carboni s'enllaça a altres molècules com la mioglobina i la citocrom oxidasa mitocondrial. Les exposicions al monòxid de carboni pot causar danys considerables, sovint amb seqüeles a llarg termini al cor i al sistema nerviós central, especialment als glòbuls blancs. El monòxid de carboni pot causar efectes severs adversos al fetus de la dona embarassada.

### Fisiologia humana
De manera natural, el cos humà produeix monòxid de carboni com a molècula de senyalització. Per tant, el monòxid de carboni pot tenir un paper fisiològic al cos com a neurotransmissor o buc relaxant a la sang. A causa del paper del monòxid de carboni al cos, les anomalies en el seu metabolisme han estat relacionades a una varietat de malalties, incloent-hi les neurodegeneracions, la hipertensió, la insuficiència cardíaca i la inflamació.

### Microbiologia
El monòxid de carboni és un nutrient dels bacteris metanogènics, que són un bloc de construcció per a l'acetilcoenzim A. Aquest és el tema principal al camp emergent de la química bioorganometàl·lica. En els bacteris, el monòxid de carboni és produït per la reducció del diòxid de carboni per l'enzim monòxid de carboni deshidrogenasa, una proteïna que conté un centre Fe-Ni-S.
El coenzim A és un sensor proteic del monòxid de carboni. L'àmbit d'aplicació del seu paper biològic es desconeix encara; pot ser que sigui part d'una via de senyalització en un bacteri i en l'archaea. La seva incidència en animals no està establerta.

## Incidència
El monòxid de carboni pot aparèixer en diversos medis naturals i artificials. Les típiques concentracions en parts per milió són les següents: 
| Concentració | Font d'origen                                                      |
| ------------ | ------------------------------------------------------------------ |
| 0,1 ppm      | Nivell natural de l'atmosfera (MOPITT)                             |
| 0,5-5 ppm    | Nivell mitjà a les cases                                           |
| 5-15 ppm     | Prop de les estufes de gas ben engegades a casa                    |
| 100-200 ppm  | Gasos de fuita dels automòbils a l'àrea central de Ciutat de Mèxic |
| 5.000 ppm    | Gasos de fuita dels incendis en cases de fusta                     |
| 7.000 ppm    | Cotxes calents indiluïts sense un convertidor catalític            |

### Presència atmosfèrica
El monòxid de carboni es troba en petites quantitats en l'atmosfera, principalment com a producte de l'activitat volcànica, però també dels focs naturals i artificials (com per exemple, els incendis forestals, la crema de residus de cultius, i en el foc de neteja de la canya de sucre). La crema de combustibles fòssils també contribueix a la producció de monòxid de carboni. El monòxid de carboni apareix dissolt en la roca volcànica fosa a pressions elevades al mantell de la Terra. Com que els recursos naturals de monòxid de carboni varien tant d'un any a l'altre, és extremadament difícil mesurar precisament les emissions naturals del gas.
El monòxid de carboni té un efecte radioactiu indirecte forçat, elevant les concentracions de metà i ozó troposfèric a través de les reaccions químiques amb altres constituents atmosfèrics (com per exemple, el radical hidroxil, OH-), que destruirien els 2 gasos anteriors. A través de processos naturals a l'atmosfera, és finalment oxidat a diòxid de carboni. Les concentracions de monòxid de carboni són de curta durada a l'atmosfera i espacialment variables.

### Contaminació urbana
El monòxid de carboni és un contaminant atmosfèric important dins alguns nuclis urbans, sobretot dels gasos del tub d'escapament de motors de combustió interna (incloent-hi vehicles, generadors portàtils i de suport, màquines de tallar la gespa, màquines de rentat a pressió, etc.), però també de la crema inapropiada d'altres combustibles (incloent-hi fusta, carbó, carbó vegetal, petroli, parafina, propà, gas natural i escombraries).

#### Paper representat en els nivells d'Ozó

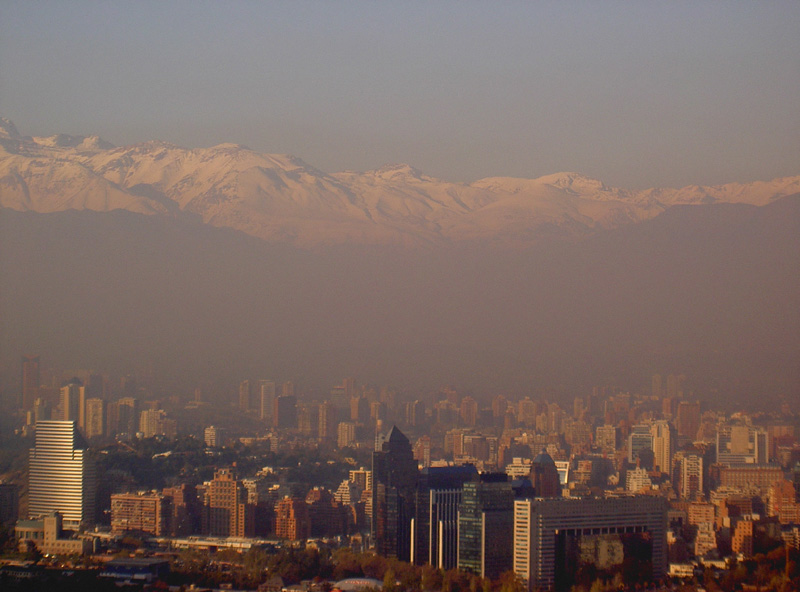
El boirum s'observa com una mena de núvol groguenc situat sobre la ciutat.

El monòxid de carboni és part de la sèrie de cicles de reaccions químiques que formen el boirum fotoquímic. Juntament amb aldehids, reacciona fotoquímicament per produir radicals peròxid. Els radicals peròxid posteriorment oxiden òxid de nitrogen (NO) a diòxid de nitrogen (NO₂). Tot i que aquesta creació de NO₂ és el pas crític cap a la formació d'un nivell d'ozó baix, també augmenta aquest ozó una mica de manera exclusiva, reduint la quantitat de NO que està disponible per reaccionar amb l'ozó.
Simplificat, l'efecte net del cicle d'ozó és: 
CO + 2O₂ → CO₂ + O₃

### Contaminació interior
En ambients tancats, la concentració de monòxid de carboni pot fàcilment augmentar a nivells mortals. De mitjana, 170 persones als Estats Units moren cada any a causa del monòxid de carboni produït per productes no relacionats amb motors de vehicles. Tanmateix, segons el Departament de Salut de Florida, “cada any més de 500 americans moren a causa de l'exposició accidental al monòxid de carboni i milers arreu els EUA requereixen cura mèdica d'urgència per enverinaments no mortals de diòxid de carboni”. Aquests productes inclouen aparells de combustió que funcionaven malament, com calderes, cuines econòmiques, estufes, màquines amb motor com generadors portàtils, llars de foc, i el carbó vegetal que es crema a les cases i a altres àrees tancades. L'Associació Americana de Centres de Control de Verí (AAPCC) va informar sobre 15.769 casos d'enverinament de monòxid de carboni que van resultar en 39 morts l'any 2007. L'any 2005, el CPSC va informar sobre 94 morts per enverinament de monòxid de carboni relacionats amb motors. Se sap que quaranta-set d'aquestes morts van ocórrer durant apagades de llum a causa de mal temps, incloent-hi l'huracà Katrina. Encara hi ha gent que mor a causa del monòxid de carboni produït, per exemple, per cotxes que es deixen en marxa dins de garatges tancats. Els Centres pel Control i Prevenció de la Malaltia calculen que diversos milers de persones arriben a Urgències cada any per ser tractades per emmetzinament de monòxid del carboni.
El monòxid de carboni és també un constituent menor del fum del tabac.

## Producció
S'han desenvolupat molts mètodes per la producció de monòxid de carboni.

### Producció industrial
La font més important de CO és el gas pobre, una barreja consistent sobretot en monòxid de carboni i nitrogen, format per la combustió de carbó en aire a altes temperatures quan hi ha un excés de carbó. En un forn, l'aire passa a través d'un llit de coc. El CO₂ que és produït a l'inici s'equilibra amb el carbó calent que queda per formar CO. La reacció de l'O₂ amb el carboni per formar CO es descriu com l'equilibri de Boudouard. Per sobre els 800 °C, el CO és el producte predominant:
O₂ + 2 C → 2 CO (ΔH = −221 kJ/mol)
Una altra font és el gas d'aigua, una barreja d'hidrogen i monòxid de carboni produïda gràcies a la reacció endotèrmica del vapor i el carboni:
H₂O + C → H₂ + CO (ΔH = +131 kJ/mol)
Un altre gas de síntesi similar es pot obtenir del gas natural i altres combustibles.
El monòxid de carboni també és un subproducte de la reducció d'òxid de metall amb el carboni, tal com es mostra de forma simplificada a continuació:
MO + C → M + CO
Ja que el CO és un gas, el procés de reducció pot ser utilitzat per escalfar, explotant l'entropia positiva (favorable) de la reacció. El diagrama d'Ellingham mostra com la formació de CO és més favorable que la de CO₂ a altes temperatures.

### Preparació al laboratori
El monòxid de carboni es pot produir còmodament al laboratori per la deshidratació d'àcid fòrmic, per exemple, amb àcid sulfúric. Un altre mètode és escalfar una mescla de zinc en pols i carbonat de calci, que allibera CO i deixa darrere òxid de zinc i òxid de calci:
Zn + CaCO₃ → ZnO + CaO + CO

## Química de coordinació
La majoria dels metalls formen complexes de coordinació que contenen monòxid de carboni unit covalentment. Només els metalls en els estats d'oxidació més baixos formarien un complex amb els lligands de monòxid de carboni. La raó és que hi ha d'haver suficient densitat d'electrons per facilitar la retrodonació de l'orbital dxz del metall a l'orbital molecular π del CO. El parell solitari a l'àtom de carboni del CO també dona densitat d'electrons a la dx₂-y₂ del metall per formar un enllaç sigma. El níquel tetracarbonil (molt tòxic), Ni(CO)₄, es forma per la combinació directa de monòxid de carboni i níquel a temperatura ambient. Per aquesta raó, el níquel de cap canonada o cap altra part no pot estar en contacte prolongat amb el monòxid de carboni (corrosió de la peça formada de níquel). El Ni(CO)₄ es descompon ràpidament en Ni i CO quan està en contacte en superfícies calentes, i aquest mètode s'utilitza per a la purificació industrial del níquel en el Procés Mond.
Al níquel tetracarbonil i a altres carbonils el parell d'electrons del carboni interaccionen amb el metall; el monòxid de carboni dona el parell d'electrons al metall. En aquestes situacions, el monòxid de carboni és anomenat lligand carbonil. Un dels metalls carbonils més importants és el Fe(CO)₅.

## Química orgànica i grups principals
En presència d'àcids forts i aigua, el monòxid de carboni reacciona amb alquens per formar àcids carboxílics en un procés conegut com la reacció de Koch-Haaf. A la reacció de Gattermann-Koch, els hidrocarburs aromàtics són convertits en derivats del benzaldehid en presència de AlCl₃ i HCl. Els compostos d'organoliti reaccionen amb el monòxid de carboni, però aquestes reaccions tenen, de moment, poc ús científic.
Tot i que el CO reacciona amb carbocations i carbanions, quasi no reacciona amb compostos orgànics sense la intervenció de la catàlisi d'un metall.
Amb reactius de grups principals, el CO sofreix unes quantes reaccions notables. La cloració del CO és la ruta industrial que se segueix per aconseguir fosgè (COCl₂), un component químic molt utilitzat per fer plàstics i pesticides. Amb el borà forma un compost, H₃BCO, que és isoelèctric amb el catió acil. El CO reacciona amb el sodi per donar productes resultants de l'acoblament C-C com el Na₂C₂O₂. Reacciona amb el potassi fos per donar una barreja d'un component organometàl·lic, acetilendiolat de potassi K₂C₂O₂, benzenhexolat de potassi K₆C₆O₆, i rodizonat de potassi K₂C₆O₆.
Els compostos cyclohexanehexone o triquinoil (C₆O₆) i cyclopentanepentone o àcid leucònic (C₅O₅), que de moment només han estat obtinguts en petites quantitats, es poden considerar polímers del monòxid de carboni.
A pressions per sobre dels 5 gigapascals, el monòxid de carboni es transforma en diòxid de carboni (CO₂) i un polímer sòlid del carboni i l'oxigen, de radi atòmic 3:2.

## Usos

### Indústria química
El monòxid de carboni és un gas industrial que té diverses aplicacions a la fabricació de productes químics a l'engròs.
Es produeixen grans quantitats d'aldehid per la reacció de hidroformilació d'alquens, CO i H₂. La hidroformilació s'acobla al procés de la Shell per donar precursors detergents. A partir de la hidrogenació del CO es produeix metanol. En una reacció relacionada, la hidrogenació del monòxid de carboni s'acobla amb una formació d'enllaços C-C, com el procés Fisher-Tropsch, d'on resulten combustibles hidrocarbonats líquids. Aquesta tecnologia permet que el carbó o la biomassa sigui convertida en dièsel.
Al procés Monsanto, el monòxid de carboni i el metanol reaccionen en presència d'un catalitzador a base de rodi i d'un promotor iòdic per donar àcid acètic. Aquest procés és el més utilitzat per la producció d'àcid acètic.
Un altre ús a escala industrial pel monòxid de carboni pur és la purificació del níquel del procés de Mond.

### Colorant carni
El monòxid de carboni s'utilitza en el sistema d'empaquetament en una atmosferamodificada als EUA, sobretot en productes de carn fresca, com vedella, porc i peix per mantenir-los amb una aparença fresca. El monòxid de carboni es combina amb la mioglobina per formar carboximioglobina, un pigment roig brillant. La carboximioglobina és més estable que la forma oxigenada de la mioglobina. Aquest color roig pot persistir durant més temps que en la carn comunament empaquetada. Normalment, els nivells de monòxid de carboni utilitzat a les instal·lacions que utilitzen aquest procés estan entre el 0,4 i 0,5%.
Aquesta tecnologia primer va rebre l'estatus de “generally recognized as safe” (GRAS) (en general reconeguda com a segura) de part del FDA (U.S. Food and Drug Administration) el 2002 pel seu ús com un sistema d'empaquetament secundari, i no requereix etiquetatge. El 2004 la FDA va aprovar el CO com un sistema d'empaquetament primari, declarant que no emmascara olors de deteriorament. Tot i aquesta afirmació, el procés encara va generar controvèrsia per por que emmascarés el possible deteriorament. L'any 2007 es va introduir una proposta de llei a la Cambra de Representants dels Estats Units per etiquetar l'atmosfera modificada de monòxid de carboni com un additiu colorant, però aquesta proposta va ser descartada al subcomitè. Aquest procés està prohibit a molts altres països, incloent-hi Canadà, Japó, Singapur i la Unió Europea.

### Medicina
Biològicament, el monòxid de carboni és produït per l'acció de l'hemooxigenasa 1 i 2 sobre el grup hemo de la catàlisi de l'hemoglobina. Aquest procés produeix una certa quantitat de carboxihemoglobin en persones en condicions normals, encara que no hagin respirat monòxid de carboni.
Després del primer informe l'any 1993 que mostra que el monòxid de carboni és un neurotransmissor normal, tal com un dels tres gasos que modulen la resposta inflamatòria al cos (sent els altres dos l'òxid nítric i l'àcid sulfhídric), el CO ha rebut molta atenció clínica com a regulador biològic. Se sap que en molts teixits aquests gasos actuen com antiinflamatoris, vasodilatadors i estimulants del creixement neovascular. Tot i això, els teixits són complexes, i no sempre el creixement neovascular és beneficiós, ja que té un paper important en el creixement tumoral, i també a la degeneració macular, una malaltia per la qual fumar (la font més important de CO a la sang, unes quantes vegades més que la producció natural) n'augmenta el risc.
Arreu del món s'han dut a terme estudis sobre el monòxid de carboni per les seves propietats antiinflamatòries i citoprotectores. Aquestes propietats es podrien utilitzar per prevenir el desenvolupament d'una sèrie de condicions patològiques, incloent-hi la lesió per reperfusió isquèmica, el rebuig del trasplantament, l'arteriosclerosi, la sepsis greu, la malària greu o l'autoimmunitat. Ja s'han realitzat assajos clínics amb humans, però tot i així els resultats encara no han sortit a la llum.